# Алберто Вакина
Алберто Вакина (порт. Alberto Vaquina; рођен 1955. године) мозамбички је политичар и 6. премијер Мозамбика од независности.
Мозамбички председник Армандо Гебуза поставио га је за новог премијера 8. октобра 2012. године након реструктурисања владајућег кабинета и отпуштања дотадашњег премијера Ајреса Алија.
Пре преузимања функције премијера, Вакина је био гувернер провинције Тете од 2010. године до 2012. године.